# WX331K
WX331Kとは、ウィルコム向けに供給された京セラ製の音声用PHS (W-OAM) 端末である。ペットネームは、日本語でミツバチを意味するHONEY BEE（ハニー・ビー）。また、その後継機種であるWX331KC (HONEY BEE 2) についても併せて述べる。

## 概要
ポップなカラーバリエーションで薄さ9.9mmと、コンパクトでスリムなストレートタイプの端末。HTML形式の装飾メールサービス「デコラティブメール」に対応した初の端末で、端末のイメージキャラクターであるミツバチに因んだメールテンプレート10種類、メインメニュー画像3種類、待ち受け画像5種類がプリセットされている。
WX331KCは、WX331Kに31万画素のカメラを内蔵したモデルである。他に、特殊キーの改良や液晶周りにラメを配するなど、細部のデザイン変更が行われているが、寸法や重量はWX331Kと同じに保たれている。
ブルー・イエロー・グリーンはマット塗装、ピンク、ブラック、ホワイトは光沢のあるクリア塗装仕上げとなっており、テンキーはエンボス仕上げされた雑貨感覚のボタンが特徴である。
アンテナは京セラのPHS端末として初めて内蔵型となった。その他通話開始からの時間が2時間に達すると音で警告する機能や、マイオリジナルキーの長押しで最も強い電波を探索する機能も搭載されている。
充電やパソコンとの接続に使う外部接続端子は、WX330Kおよび当機種以降、従来機種のminiUSBからmicro USBに変更されている。

## 詳細仕様
- アドレス帳：1000件
- メール：Eメール (POP3/SMTP)、ライトメール、デコラティブメール
- ブラウザ：Operaブラウザ Ver.7.2EX（Operaサーバーサービスに対応）
- その他機能：自動時刻補正機能、通話中音声着信表示
- 標準セット：本体、バッテリーカバー、ACアダプタ (AD330K)、卓上ホルダ (CH331K)、リチウムイオンバッテリー (LD331K)、USBケーブル、CD-ROM、かんたんマニュアル、取扱説明書（保証書）

## ブルーシールアイスクリームモデル
ブルーシールアイスクリームの創業60周年を記念して企画されたコラボレーションモデルで、WX331Kのバリエーションとして2008年7月18日に発売された。アイスクリームの人気フレーバーをイメージした「S.Fミントチョコ」、「クッキー&クリーム」、「ミルクチョコチップ」の3つのカラーバリエーションが用意される。アイスクリームパフェやアイスクリームのフレーバー、ブルーシールアイスクリームの本拠地沖縄県や高級アイスクリームに因んだ待ち受け画像5種類がプリセットされ、外箱はブルーシールアイスクリームのパッケージを模したデザインである。

## 沿革

### WX331K
- 2008年1月21日 ウィルコムより発表。
- 2008年2月22日 ホワイト、ブラック、ピンク発売。
- 2008年3月7日 ブルーと同時発売の予定だったイエローを、予定を繰り上げて発売。
- 2008年3月13日 ブルー発売。
- 2008年7月18日 ブルーシールアイスクリームモデル発売。

### WX331KC
- 2008年10月28日 ウィルコムより発表。
- 2008年11月7日 ホワイト、ブラック、ピンク発売。
- 2008年11月13日 ブルー、グリーン発売。
- 2009年3月13日 ビックカメラ・ベスト電器限定モデルのオレンジ発売。
- 2009年3月19日 レッド発売。
- 2009年7月3日 ファッションブランド「LIZ LISA」とのコラボレーションモデルである「LIZ LISA HONEY BEE 2」を発売。カラーは「LIZ LISA Pure White」と「LIZ LISA Paris Pink」の2色。